# Championnat de Bulgarie de football 2002-2003
Navigation
Saison précédente Saison suivante
La saison 2002-2003 du Championnat de Bulgarie de football était la 79e édition du championnat de première division en Bulgarie. Les 14 meilleurs clubs du pays se retrouvent au sein d'une poule unique, la Vissha Professionnal Football League, où ils s'affrontent deux fois, à domicile et à l'extérieur. À l'issue du championnat, afin de permettre le passage de 14 à 16 clubs la saison prochaine, il y aura deux clubs relégués et quatre clubs promus de D2.
C'est le FK CSKA Sofia qui remporte la compétition en terminant du championnat. C'est le 23e titre de champion de Bulgarie de l'histoire du club.

## Les 14 clubs participants
| - PFK Levski Sofia - FK CSKA Sofia - Lokomotiv Plovdiv - Litex Lovech - Naftex Burgas - PFC Slavia Sofia - Botev Plovdiv - Promu de D2 | - Lokomotiv Sofia - PFC Dobrudzha Dobrich - Promu de D2 - Cherno More Varna - Chernomorets Burgas - Rilski Sportist Samokov - Promu de D2 - Spartak Varna - Marek Dupnitsa |

## Compétition

### Classement
Le barème utilisé pour établir le classement est le suivant :
- Victoire : 3 points
- Match nul : 1 point
- Défaite : 0 point

| Rang | Équipe                    | Pts | J  | G  | N | P  | Bp | Bc | Diff |
| ---- | ------------------------- | --- | -- | -- | - | -- | -- | -- | ---- |
| 1    | FK CSKA Sofia             | 66  | 26 | 21 | 3 | 2  | 67 | 16 | +51  |
| 2    | PFK Levski Sofia T C      | 60  | 26 | 19 | 3 | 4  | 61 | 19 | +42  |
| 3    | Litex Lovech              | 55  | 26 | 17 | 4 | 5  | 49 | 22 | +27  |
| 4    | PFC Slavia Sofia          | 51  | 26 | 16 | 3 | 7  | 57 | 30 | +27  |
| 5    | Cherno More Varna         | 48  | 26 | 14 | 6 | 6  | 42 | 21 | +21  |
| 6    | Lokomotiv Plovdiv -3      | 47  | 26 | 16 | 2 | 8  | 56 | 33 | +23  |
| 7    | Spartak Varna             | 34  | 26 | 10 | 4 | 12 | 25 | 34 | -9   |
| 8    | Naftex Burgas             | 33  | 26 | 10 | 3 | 13 | 31 | 36 | -5   |
| 9    | Marek Dupnitsa            | 30  | 26 | 8  | 6 | 12 | 35 | 42 | -7   |
| 10   | Lokomotiv Sofia           | 25  | 26 | 7  | 4 | 15 | 23 | 37 | -14  |
| 11   | Chernomorets Burgas       | 24  | 26 | 7  | 3 | 16 | 32 | 56 | -24  |
| 12   | Botev Plovdiv P           | 21  | 26 | 6  | 3 | 17 | 26 | 61 | -35  |
| 13   | PFC Dobrudzha Dobrich P   | 14  | 26 | 4  | 2 | 20 | 19 | 73 | -54  |
| 14   | Rilski Sportist Samokov P | 9   | 26 | 1  | 6 | 19 | 20 | 63 | -43  |

|  | Qualification pour la Ligue des clubs champions 2003-2004                                |
|  | Qualification pour la Coupe UEFA 2003-2004                                               |
|  | Qualification pour la Coupe Intertoto 2003                                               |
|  | Relégation en 2e division                                                                |
|  | T : Tenant du titre C : Vainqueur de la Coupe de Bulgarie P : Promu de deuxième division |

- Le Lokomotiv Plovdiv reçoit une pénalité de 3 points pour ne pas s'être présenté lors de la 17e journée.

## Bilan de la saison
| Championnat de Bulgarie de football 2002-2003                   |                           |
| Champion                                                        | FK CSKA Sofia (23e titre) |
| Coupes et trophées                                              |                           |
| Vainqueur de la Coupe de Bulgarie 2002-2003                     | PFK Levski Sofia          |
| Qualifications continentales                                    |                           |
| Ligue des clubs champions 2003-2004 (1er tour de qualification) | FK CSKA Sofia             |
| Coupe UEFA 2003-2004                                            | Litex Lovech              |
| Coupe UEFA 2003-2004                                            | PFK Levski Sofia          |
| Coupe Intertoto 2003                                            | Marek Dupnitsa            |
| Promotions et relégations                                       |                           |
| Promus en Vissha PFL                                            | Rodopa Smoljan            |
| Promus en Vissha PFL                                            | Makedonka Slava Simitli   |
| Promus en Vissha PFL                                            | Vidima-Rakovski Sevlievo  |
| Promus en Vissha PFL                                            | Belassitza Petritch       |
| Relégués en B PFL                                               | Rilski Sportist Samokov   |
| Relégués en B PFL                                               | PFC Dobrudzha Dobrich     |